# 兵庫県道382号本荘平岡線
兵庫県道382号本荘平岡線（ひょうごけんどう382ごう ほんじょうひらおかせん）は、兵庫県加古郡播磨町から加古川市に至る一般県道である。

## 概要
加古郡播磨町本荘1丁目から加古川市平岡町高畑に至る。

### 路線データ
- 起点：加古郡播磨町本荘1丁目（人工島北交差点、兵庫県道539号東播磨港線終点、兵庫県道718号明石高砂線交点）
- 終点：加古川市平岡町高畑（高畑交差点、国道2号交点、兵庫県道381号野谷平岡線終点）
- 総延長：2.936 km

## 路線状況

### 重複区間
- 国道250号（加古郡播磨町西野添2丁目・瓜生交差点 - 加古郡播磨町北古田1丁目・古田交差点）
- 兵庫県道553号別府平岡線（加古郡播磨町北古田1丁目・古田交差点 - 加古郡播磨町北古田1丁目）

### 道路施設

#### 橋梁
- 喜瀬大橋（喜瀬川、加古郡播磨町、国道250号重複区間内）

## 地理

### 通過する自治体
- 加古郡播磨町
- 加古川市

### 交差する道路
| 交差する道路                                                | 市町村名 | 市町村名 | 交差する場所 | 交差する場所          |
| ----------------------------------------------------------- | -------- | -------- | ------------ | --------------------- |
| 兵庫県道539号東播磨港線 兵庫県道718号明石高砂線             | 加古郡   | 播磨町   | 本荘1丁目    | 人工島北交差点 / 起点 |
| 国道250号 重複区間起点                                      | 加古郡   | 播磨町   | 西野添2丁目  | 瓜生交差点            |
| 国道250号 重複区間終点 兵庫県道553号別府平岡線 重複区間起点 | 加古郡   | 播磨町   | 北古田1丁目  | 古田交差点            |
| 兵庫県道553号別府平岡線 重複区間終点                        | 加古郡   | 播磨町   | 北古田1丁目  |                       |
| 国道2号 兵庫県道381号野谷平岡線                             | 加古川市 | 加古川市 | 平岡町高畑   | 高畑交差点 / 終点     |

### 交差する鉄道
- 山陽電気鉄道本線
- 山陽新幹線

### 沿線
- 播磨町役場
- 山陽電気鉄道本線 播磨町駅
- 播磨町立播磨中学校
- 兵庫県立東はりま特別支援学校